# چکاوک‌های نوک‌دراز
چکاوک‌های نوک‌دراز (نام علمی: Certhilauda) نام یک سرده از تیره چکاوک است.

## گونه‌ها
- چکاوک درازمنقار دماغه (Certhilauda curvirostris)
- چکاوک درازمنقار آگولیا (Certhilauda brevirostris)
- چکاوک درازمنقار بنگوئلا (Certhilauda benguelensis)
- چکاوک درازمنقار شرقی (Certhilauda semitorquata)
- چکاوک درازمنقار کارو (Certhilauda subcoronata)
- چکاوک کوتاه‌پنجه (Certhilauda chuana)